# Okręg wyborczy Wannon
Okręg wyborczy Wannon (ang. Division of Wannon) – jednomandatowy okręg wyborczy do Izby Reprezentantów Australii, położony w stanie Wiktoria.
Pierwsze wybory odbyły się w nim w 1901 roku, a nazwa pochodzi od Wannon River, rzeki dorzecza Glenelg River.
Od 2010 roku posłem z tego okręgu był Dan Tehan z Liberalnej Partii Australii.

## Lista posłów
Lista posłów z okręgu Wannon:
| okres urzędowania | poseł             | przynależność                     |
| ----------------- | ----------------- | --------------------------------- |
| 1901–1903         | Samuel Cooke      | Partia Wolnego Handlu             |
| 1903–1906         | Arthur Robinson   | Partia Wolnego Handlu             |
| 1906–1913         | John McDougall    | Australijska Partia Pracy         |
| 1913–1917         | Arthur Rodgers    | Związkowa Partia Liberalna        |
| 1917–1922         | Arthur Rodgers    | Nacjonalistyczna Partia Australii |
| 1922–1925         | John McNeill      | Australijska Partia Pracy         |
| 1925–1929         | Arthur Rodgers    | Nacjonalistyczna Partia Australii |
| 1929–1931         | John McNeill      | Australijska Partia Pracy         |
| 1931–1940         | Thomas Scholfield | Partia Zjednoczonej Australii     |
| 1940–1949         | Don McLeod        | Australijska Partia Pracy         |
| 1949–1951         | Dan Mackinnon     | Liberalna Partia Australii        |
| 1951–1955         | Don McLeod        | Australijska Partia Pracy         |
| 1955–1983         | Malcolm Fraser    | Liberalna Partia Australii        |
| 1983–2010         | David Hawker      | Liberalna Partia Australii        |
| od 2010           | Dan Tehan         | Liberalna Partia Australii        |